# Lola (canción de Iggy Azalea)
«Lola» (estilizado en mayúsculas) es una canción de la rapera australiana Iggy Azalea y la cantante británica Alice Chater. Fue lanzada el 8 de noviembre de 2019 como el primer sencillo del quinto extended play (EP) de Azalea, Wicked Lips (2019) a través de Bad Dreams Records y Empire Distribution. La canción contiene un sample de «Mambo Italiano».

## Antecedentes, composición y lanzamiento
Tras el lanzamiento de su segundo álbum de estudio, retrasado durante mucho tiempo, a mediados de 2019, Azalea anunció poco después de su lanzamiento que no haría una gira para promocionarlo y en cambio, trabajaría en la grabación de nueva música. Después de anunciar colaboraciones con Brooke Candy y Pabllo Vittar, Azalea tuiteó una foto de ella y la cantante británica Alice Chater en el estudio trabajando en una nueva canción. Finalmente, reveló el título junto con su portada a fines de octubre de 2019, una semana antes del lanzamiento oficial el 8 de noviembre.
La canción contiene un sample de la canción Mambo Italiano de Dean Martin y también hace referencia a «Livin' la vida loca» de Ricky Martin. La letra hace referencia al tiempo de Azalea en una institución mental durante 2018. Azalea, Chater, Fahad Alhaj y Kee Ingrosso se encargaron de su composición, mientras que Carl Falk y J. White Did It de su producción. «Lola» fue lanzada finalmente el 8 de noviembre junto a un video musical al igual que fue enviada ese mismo día a las estaciones de radio pop y rítmicas de Estados Unidos.

## Recepción crítica
Tras su lanzamiento, «Lola» obtuvo críticas generalmente favorables de los críticos de música. Mike Nied de Idolator elogió la canción y expresó sus expectativas de que la canción bien podría ser un «éxito» del tamaño de «Fancy». Perez Hilton le dio a la canción una crítica positiva en su blog, comentando que es «un gran éxito» y «realmente genial», comparándola con las obras de Carlos Santana. Drushti Sawant de Republic World elogió al par de cantantes como «un dúo icónico» y comentó que la canción era una «gran melodía optimista». Uproxx luego enumeró la canción como «una de las mejores canciones pop de su semana de lanzamiento».

## Video musical
El mismo día del lanzamiento del sencillo se lanzó un video musical de la canción en YouTube. En Twitter, Azalea declaró que «Lola» fue su mayor producción hasta la fecha, ella y Thom Kerr se encargaron de la dirección del video. Dos días después del lanzamiento de este, «Lola» se convirtió en el video musical más visto de Chater.
El 14 de noviembre fue lanzado un video detrás de escenas en la misma plataforma que documenta su proceso creativo al igual que presenta los múltiples cambios de vestuario de las dos cantantes.

### Sinopsis
El video tiene lugar dentro de un manicomio llamado Celestial Heights Insane Asylum for Wicked Lips and Devilish Women. Comienza cuando tres enfermeras mayores (una de ellas interpretada por la actriz islandesa Thelma Gudmunds) ruedan un carrito de píldoras hasta la habitación del hospital en la que comparten Azalea y Chater. Una vez que toman sus medicamentos, entran en trance durante el cual bailan y cantan a través de múltiples sets.
El primer escenario muestra a las enfermeras con trajes de enfermera con estampado de leopardo mientras Azalea y Chater bailan en una habitación gratificada, seguido por el dúo tratando de escapar de las enfermeras mientras bailan por un pasillo. Después de que las enfermeras detienen a las dos, la cámara muestra una foto en la pared donde muestra Azalea y Chater bailando en una sala de seguridad acolchada de color naranja sangre mientras usan elegantes chaquetas verdes como en la portada del sencillo. Azalea y Chater se ven en una habitación hiper coloreada que tiene dos bañeras llenas de píldoras. Luego están en un baño estampado de flores de color rosa mientras el dúo se afeita. Después, Azalea y Chater tienen un desglose sincronizado de baile en una nueva habitación con las enfermeras mientras visten trajes iguales. Antes de que las dos salgan de sus alucinaciones, se muestran en bañeras llenas de píldoras. El video adquiere unos segundos para presentar efectos psicodélicos durante este segmento para enfatizar su trance inducido por drogas. Una vez que termina la escena, Azalea y Chater se acercan y se embarcan en frenéticos psicóticos frente a las enfermeras. Mientras Chater canta su nota alta, las dos caen en su cama terminando su episodio de trance y llega así al final del video.

### Recepción crítica
Daniel Megarry, de The Gay Times, llamó el video de la canción «el mejor video del año».

## Lista de canciones
| N.º | Título                        | Duración |  |
| 1.  | «Lola» (junto a Alice Chater) | 3:53     |  |

## Presentaciones en vivo
Azalea y Chater interpretaron la canción en vivo por primera vez en los International Music Awards celebrados en Berlín, Alemania, el 22 de noviembre de 2019.

## Posicionamiento en listas
| Lista (2019)                                 | Mejor posición |
| -------------------------------------------- | -------------- |
| Escocia (Scottish Singles Sales Chart)       | 76             |
| Estados Unidos Rap Digital Songs (Billboard) | 9              |
| Nueva Zelanda Hot Singles (RMNZ)             | 28             |
| Reino Unido (UK Download Chart)              | 84             |

## Historial de lanzamiento
| Región         | Fecha                  | Formato                     | Discográfica                            | Ref.  |
| -------------- | ---------------------- | --------------------------- | --------------------------------------- | ----- |
| Varios         | 8 de noviembre de 2019 | Descarga digital, Streaming | Bad Dreams Records, Empire Distribution | [ 1 ] |
| Estados Unidos | 8 de noviembre de 2019 | Top 40 radio                | Bad Dreams Records, Empire Distribution |       |